# Jean-Victor Van Hoegaerden

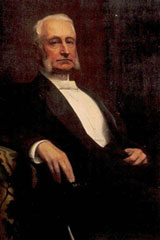
Van Hoegaerden in 1899

Jean-Victor Van Hoegaerden (Brussel, 30 juni 1828 - aldaar, 18 juni 1905) was een Belgisch industrieel. Van 1891 tot 1905 was hij gouverneur van de Nationale Bank van België.

## Biografie

### Familie
Jean-Victor Van Hoegaerden was een zoon van Pierre-Joseph Van Hoegaerden, raadsheer in het Hof van Cassatie, en Henriette de Vroom. Hij trouwde in 1852 in Brussel met Léonide Drugman (1832-1903), dochter van Ferdinand Drugman, advocaat en directeur van de Société générale de Belgique. Ze kregen twee zoons en een dochter.
- Henriette Van Hoegaerden (1853-1917), trouwde in 1874 in Brussel met Alfred Van den Bulcke (1842-1909), buitengewoon gezant en gevolmachtigd minister. Ze kregen drie zoons en een dochter, met afstammelingen tot heden.
- Ferdinand Van Hoegaerden (1854-1928), industrieel, trouwde in 1879 in Brussel met Emérence Catoir (1860-1937), dochter van Jean-Hector Catoir, kapitein en ordonnantieofficier van koning Leopold II. Ze kregen twee zoons en een dochter, met afstammelingen tot heden.
- Paul Van Hoegaerden (1858-1922), industrieel, volksvertegenwoordiger en senator, trouwde in 1881 in Luik met Gabrielle Braconier (1860-1899), dochter van Frédéric Braconier, industrieel, burgemeester van Modave, volksvertegenwoordiger en senator. Ze kregen een zoon en twee dochters, met afstammelingen tot heden.

### Loopbaan
Jean-Victor Van Hoegaerden was beroepshalve actief als industrieel. Hij bezat wolweverijen in Ohain, Lokeren, Tubeke, Zele en Gent. De fabrieken in Tubeke, Zele en Gent groeiden jaren later tot Usines Cotonnières de Belgique. Vanaf de oprichting van de Algemene Spaar- en Lijfrentekas in 1865 werd hij lid van de raad van bestuur en in 1889 werd hij voorzitter.
In 1869 werd hij benoemd tot lid van het discontocomité van de Nationale Bank van België en een jaar later werd hij directeur. Hij volgde Eugène Anspach op als vicegouverneur in 1888 en als gouverneur in 1891. Zijn termijn als gouverneur van de Nationale Bank van België viel samen met een economisch herstel na de economische depressie die van 1873 tot 1895 duurde.